# تروریسم مسیحی
تروریسم مسیحی شاخه‌ای از تروریسم مذهبی است که از سوی پیروان مذهب مسیحیت صورت می‌گیرد. این تروریسم اساساً ریشه در باور و تفسیر این افراد از آیین مسیحیت و آموزه‌های انجیل دارد. این شکل از تروریسم زاده یک اعتقاد راسخ سیاسی است به این معنی که فرد تروریست اقدام خود را یک وظیفه دینی می‌داند. برخی از تروریستان مسیحی آشکارا متون دینی و کلام انجیل را در توجیه عمل خود به کار می‌برند. این در حالی است که از دیدگاه دیگران ممکن است دین تنها یک عامل محرک باشد برای ایجاد و تشدید خصومت و خشونت در بین گروه‌هایی که از نظر مذهبی-نژادی باهم تفاوت دارند.
ماک یورگنزمایر استاد جامعه‌شناسی و مدرس مطالعات دینی در دانشگاه کالیفرنیا در سانتا باربارا می‌گوید:
بهتر است به یاد داشته باشیم که آیین مسیحیت باوجود اصولی که در مورد صلح و مودت ترویج می‌کند مانند هر سنت دیگری همواره یک سوی خشن هم دارد. تاریخ این دین و سنتهای آن به روشنی گذشته‌ای خونین را نشان می‌دهد درست به همان صورت که در اسلام و سیکیسم دیده می‌شود. درگیری‌های خشونت‌آمیز به وضوح در عهد عتیق و عهد جدید به تصویر کشیده شده‌است. این تاریخ و این تصویری که متون دینی مسیحیت به ما ارائه می‌دهد مبنای توجیه خشونت‌های گروه‌های مسیحی امروزی قرار می‌گیرد.